# Chevrolet Lumina APV
La Lumina APV è un'autovettura prodotta dalla Chevrolet dal 1990 al 1996. Nel 1994 la sigla APV fu tolta dal nome, e quindi il modello fu conosciuto semplicemente come Lumina o Lumina Minivan ("minivan", in inglese, significa "monovolume").

## Il contesto
Il primo tentativo della General Motors di produrre delle monovolume per competere con la Dodge Caravan, la Plymouth Voyager e la Chevrolet Astro, non riuscì ad intaccare in maniera consistente, alla fine degli anni ottanta, la quasi totale supremazia commerciale del gruppo Chrysler in questo settore. Nonostante questo insuccesso, la General Motors fece il secondo tentativo con il lancio della Lumina APV.
La vettura era simile alla Pontiac Trans Sport e all'Oldsmobile Silhouette, con cui condivideva il pianale U della General Motors; venne introdotta come parte della gamma della Lumina, che comprendeva varie versioni. La sigla "APV" significava "All Purpose/Plastic Vehicle" (che vuol dire, in italiano, "Veicolo multi funzione/tutto di plastica"), e mentre il modello era certamente versatile e possedeva molte novità tecnologiche, l'insolito stile non riuscì ad incontrare il favore di molti potenziali acquirenti di monovolume. Inoltre, i consumatori erano confusi dall'avere due modelli distinti (la Lumina e la Lumina APV) che possedevano due nomi quasi identici, sebbene fossero vetture completamente diverse. Per questo motivo il modello che in seguito la sostituì fu denominato Chevrolet Venture.
Sebbene basata sul pianale U, la Lumina APV condivideva la monoscocca e molti componenti con i veicoli costruiti su un'altra piattaforma, il pianale A.

## La tecnologia e le innovazioni

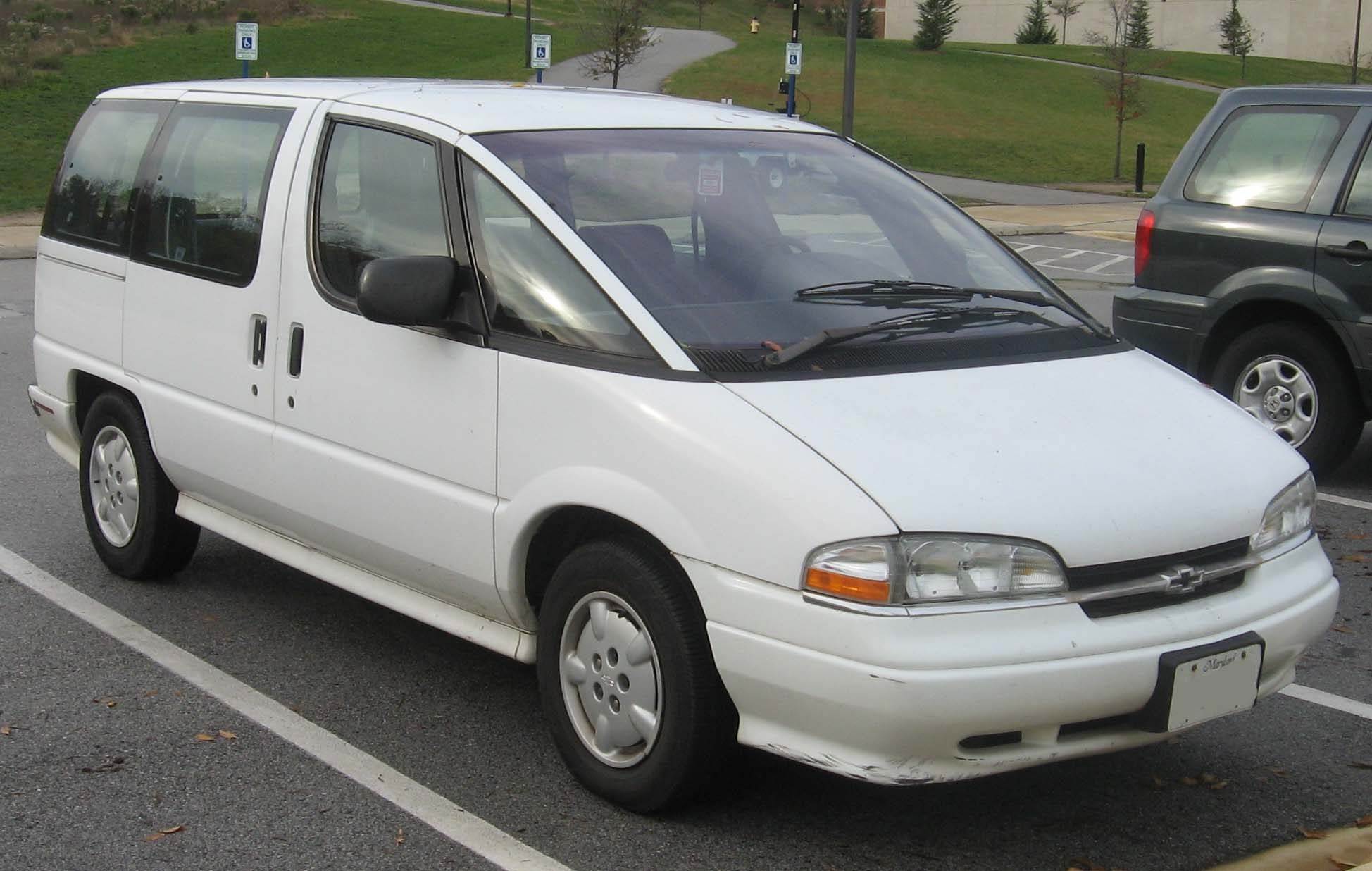
Una Chevrolet Lumina APV del 1994/96

Assemblata a Tarrytown, negli Stati Uniti, possedeva una scocca in acciaio galvanizzato avvolta in pannelli di plastica, quindi insensibili alla ruggine e ai lievi urti. Questa tecnica costruttiva fu sviluppata sulla Pontiac Fiero, e venne utilizzata estesamente su modelli Saturn.
Poteva ospitare sette passeggeri grazie a cinque sedili dalla struttura leggera (ognuno pesava 15 kg), ciascuno dei quali era configurabile e rimovibile. Nel 1994, i seggiolini per i bambini furono aggiunti alla lista optional. Era possibile anche scambiare due dei sedili posteriori tra adulti e bambini mediante l'azionamento di una linguetta montata sul sedile
Fu la sola versione dei tre modelli quasi omonimi ad offrire una versione commerciale che era caratterizzata dalla presenza di un tappetino in gomma al posto della moquette e di pannelli in tinta con la carrozzeria al posto dei vetri laterali posteriori. Sebbene condividesse lo stesso corpo vettura con il modello principale, questa versione commerciale era semplicemente conosciuta come "APV", senza il nome "Lumina" applicato alla carrozzeria.
Come optional era offerto un dispositivo che faceva variare l'altezza del veicolo da terra, utilizzando un compressore e degli ammortizzatori che agivano grazie a dell'aria pressurizzata. Erano presenti un pannello di controllo e un kit di manicotti per il sistema d'aria compressa, che permettevano di utilizzare il sistema anche per il gonfiaggio degli pneumatici, di materassini gonfiabili e di attrezzature sportive.
Nel 1995 fu disponibile un sistema di apertura elettrica del portellone laterale. Era un'innovazione del gruppo General Motors, e man mano diventò sempre più comune anche sui veicoli della concorrenza.
I motori disponibili erano tre, tutti V6. Le cilindrate erano da 3,1 L, 3,4 L e 3,8 L. I cambi offerti invece erano due, il 3T40 automatico a tre rapporti ed il 4T60-E automatico a tre velocità. 
Nel 1994 e nel 1995 il controllo di trazione fu disponibile con il motore da 3,8 L.